# Castor River
Castor River är ett vattendrag i Kanada.   Det ligger i provinsen Ontario, i den sydöstra delen av landet, 50 km öster om huvudstaden Ottawa.
Trakten runt Castor River består till största delen av jordbruksmark. Runt Castor River är det glesbefolkat, med 12 invånare per kvadratkilometer.